# Томахівка
Тома́хівка — село в Україні, у Старосалтівській селищній громаді Чугуївського району Харківської області. Населення становить 246 осіб.

## Історія
Село постраждало внаслідок геноциду українського народу, проведеного урядом СРСР в 1932—1933 роках, кількість встановлених жертв —156 людей.
12 червня 2020 року, відповідно до розпорядження Кабінету Міністрів України № 725-р «Про визначення адміністративних центрів та затвердження територій територіальних громад Харківської області», село увійшло до складу  Старосалтівської селищної громади.
19 липня 2020 року в результаті адміністративно-територіальної реформи та ліквідації Вовчанського району увійшло до Чугуївського району.

## Географія
Село Томахівка знаходиться між річками Хотімля (3 км) та Хотомелька (4 км), на відстані 3 км розташовані села Середівка, Дідівка і Паськівка.